# 8 Eyed Spy
8 Eyed Spy byla americká hudební skupina, která hrála styl no wave. Působila v New Yorku v letech 1979 až 1980 a jejími členy byla zpěvačka Lydia Lunch, kytaristé Michael Paumgardhen a Pat Irwin (rovněž saxofon), baskytarista George Scott III a bubeník Jim Sclavunos. Během své existence skupina nahrála jediné album 8 Eyed Spy, které vydala až následujícího roku britská společnost Fetish Records. Ještě v roce 1980 vyšel jediný singl, který obsahoval coververzi písně „Diddy Wah Diddy“ od Bo Diddleyho. Rovněž vyšel záznam z koncertu kapely pod názvem Live. Svou činnost skupina ukončila po Scottově smrti.